# Садаклієв Станіслав Сергійович
Садаклієв Станіслав Сергійович (нар. 27 лютого 1989, Болград, Одеська область) — український театральний режисер болгарського походження.

## Життєпис
В 2013 спільно з ГО «Конгрес болгар України» заснував Одеський болгарський драматичний театр, де був художнім керівником. В 2019 році починає працювати режисером-постановником в Черкаському академічному обласному Українському музично-драматичному театрі імені Т. Г. Шевченка, а з 1 грудня 2020 року — головним режисером театру.
Першу свою освіту здобув в Одеський національний університет імені І. І. Мечникова, філософській факультет, спеціальність: «Культуролог. Організатор культурних проєктів», а другу в Київський національний університет театру, кіно і телебачення імені Івана Карпенка-Карого, спеціальність: «Режисер драматичного театру» (майстер курсу — заслужений діяч мистецтв України Костянтин Дубінін.
Окрім постановок в різних театрах, втілив інклюзивну виставу "Після Перемоги"  в межах проєкту "Митцем може бути кожен, кому є що сказати суспільству", який був здійснений за підтримки Українського культурного фонду. 

## Режисерські роботи
Одеський болгарський драматичний театр
- «Бай Ганьо» за мотивами А. Константинова (2015 рік)[10];
- «Життя, хоч і коротке…» С. Стратієва (2016 рік)[11];
- «Двоє на гойдалці» У. Гібсона (2017 рік)[12].

Черкаський академічний обласний український музично-драматичний театр імені Т. Г. Шевченка
- «Снігова Королева» за мотивами Г — К. Андерсена (2019 рік[13]);
- «Осьмачка… Вільний» за творами Тодося Осьмачки (2020 рік)[14];
- «Украдене щастя» І. Франка (2021 рік)[15].
- «Лісова Пісня» Л. Українки (2021 рік)[16]
- «Носороги» Е. Йонеско (2022 рік)[17]
- Концерт «Оркестрова містерія»[18] (2022 - 2023 роки)
- «Макбет» В. Шекспір[19][20] (2024 рік)
- «Фрекен Жюлі» А. Стріндберг[21][22] (2024 рік)
- «Відстань» І. Бесчетнова та К. Холод в межах гранту від Євросоюзу «TAW Theatre against war» (2025 рік)[23][24]

Луганський обласний академічний український музично-драматичний театр
- «Хто Я?» за п'єсою «Бридкий» М. фон Маєнбурга (2022 рік)[26]
- «Хаос» М. Мюллюахо (2024 рік)[27]

#### Закарпатський академічний обласний український музично-драматичний театр імені братів Юрія-Августина та Євгена Шерегіїв
- «Кайдашева сім'я» сценічна версія І.Білиця за мотивами повісті Нечуй-Левицький Іван Семенович (2025 рік)[28] [29]

## Нагороди
- 2015 — «За кращу виставу болгарською», вистава «Бай Ганьо» (Театральний фестиваль «Велко Кинев», м. Тополовград, Болгарія);[30]
- 2016 — Премія ДАБЧ і нагорода «За краще виконання», вистава «Життя, хоч і коротке…» (Фестиваль «Музи», м. Созополь, Болгарія)[31];
- 2017 — «Перше місце», вистава «Життя, хоч і коротке…» (Театральний фестиваль «Велко Кинев», м. Тополовград, Болгарія)[32].